# 森泰斗
森 泰斗（もり たいと、1981年（昭和56年）1月11日 - ）は、地方競馬の船橋競馬場所属の調教師、元騎手。

## 来歴
1998年3月31日付で地方競馬騎手免許を取得し、足利競馬場佐藤和伸厩舎からデビュー。同年4月18日第2回宇都宮競馬1日目第3競走サラ系4歳11組一般戦ツルマイローレンスで初騎乗（9頭立て4番人気6着）。同年4月20日第2回宇都宮競馬3日目第6競走サラ系C4ニ一般戦をユウエーワースで優勝（9頭立て8番人気）し、初勝利。
1999年9月13日第14回全日本新人王争覇戦出場（12人中7位）。
2000年に一度騎手免許を返上し引退。その後同厩舎厩務員を経て騎手免許を再取得し2001年に再デビュー、2002年地方競馬通算100勝達成。
2003年足利競馬場の廃止に伴い、宇都宮競馬場へ移籍。同年3月30日第4回中山競馬2日目第6競走3歳500万下でソヴールに騎乗（13頭立て12番人気10着）し、中央競馬初騎乗。
2005年宇都宮競馬場の廃止に伴い、船橋競馬場・松代眞厩舎へ移籍。北関東所属での通算成績は3451戦265勝。
2009年6月8日第3回船橋競馬1日目第7競走C2三組アイ条件戦をオルタネートワンで優勝（11頭立て3番人気）し、5200戦目で地方競馬通算400勝達成。
2010年8月4日第5回浦和競馬3日目第4競走C3五組六組条件戦をマイネルゼニットで優勝（10頭立て1番人気）し、6298戦目で地方競馬通算500勝達成。同年8月26日第7回荒尾競馬2日目第9競走第14回霧島賞をテイエムヨカドーで優勝（12頭立て2番人気）し、重賞初制覇。
2012年2月4日第1回東京競馬3日目第2競走3歳未勝利をユーロビートで勝利し、中央競馬初勝利。同年5月20日第2回東京競馬10日目第11競走優駿牝馬でチェリーメドゥーサに騎乗、JRAのG1競走に初参戦となった。
2013年7月10日、大井競馬6Rでビーイングッドに騎乗して、地方競馬通算1000勝達成。
2014年は246勝をあげ、南関東リーディングジョッキーとなった。
2015年8月3日の船橋競馬第5競走をキスミーソフトリーで制し、地方競馬通算1500勝を達成。この年は前年に続き南関東リーディング、加えて初めて地方競馬全国リーディングジョッキーとなった。NARグランプリ2015では最優秀勝利回数騎手賞と最優秀賞金収得騎手賞を受賞。
2016年は勝利数が初めて300を上回って最終的に309勝まで伸ばし、前年に続き地方競馬全国リーディングジョッキーとなった。
2017年3月17日、船橋競馬第8競走でドゥーアールに騎乗して、地方競馬通算2000勝達成。
2018年10月10日、大井競馬第11競走・東京盃をキタサンミカヅキで勝ち、ダートグレード競走初勝利。松代眞調教師の死去に伴い、同年12月10日付で山中尊徳厩舎所属に、同月24日付で千葉県騎手会所属となった。
2020年7月14日、川崎競馬第10競走でアブソルートクインに騎乗して、史上32人目、現役では15人目（ばんえい、JRA移籍騎手を含む）となる地方競馬通算3000勝を2万1871戦目で達成。
2023年7月12日、大井競馬第5競走でジャスティンダイヤに騎乗して1着となり、地方競馬では史上14人目、現役8人目（ばんえい競馬含む）となる地方競馬通算4000勝を2万6265戦目で達成。南関東では5人目となり42歳での達成は佐々木竹見の32歳に次ぐ2番目の年少記録となった。
2024年2月23日、浦和競馬第6競走でサンディロンに騎乗し1着となり、地方通算4200勝（2万7175戦目）を達成した。6月13日には川崎競馬第1競走をヴァリスタで勝利し2万7638戦目で地方通算4300勝達成、10月1日には大井7Rをコヨミで勝利し2万8098戦目で地方競馬通算4400勝を達成した。同年11月15日、千葉県競馬組合により、騎手を引退することが発表された。同月25日から29日までの船橋競馬で最終騎乗となり、同年12月16日に引退セレモニーが実施されることとなった。11月29日、最終騎乗当日に1日4勝をマーク。（現役最後の4448勝目の勝ち馬は、7Rのビレッジスティール。）現役最終騎乗となった船橋競馬第12競走「ありがとう!森泰斗騎手」にて、ラップランドに騎乗し2着に入った。

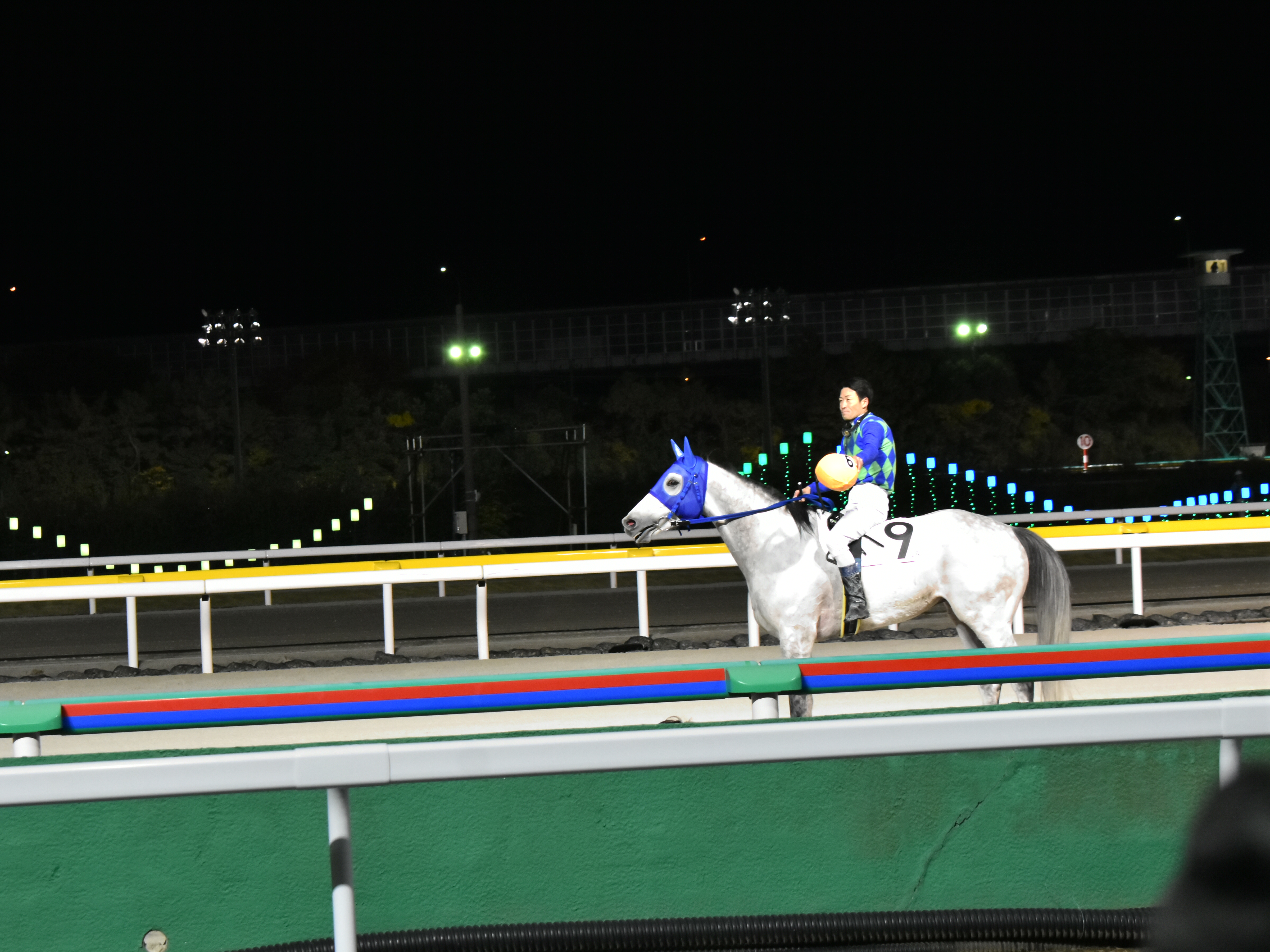
最終騎乗終了後の森泰斗騎手。

当日の引退会見には勝負服姿で登場し、引退を決意した理由を「心技体とよく言われるが、その心と体の部分で衰えを感じ、納得のいかない面が出てきた。体の面ではとくに怪我や手術などの影響で右足首が思ったように動かない」と満足できなくなったことを挙げ、この時期の引退も寒さでの痛みを意識してのことと胸の内を明かした。引退後の進路としては白紙としつつも「初めて馬に乗ってから30余年で培ってきた馬と競馬の知見を活かせていければと思っています」と将来的に調教師免許試験受験の可能性も明言している。同年12月16日、予定通り船橋競馬第11競走終了後に、騎手引退セレモニーが執り行われた。引退式には、足利競馬所属時の兄弟子・高橋和宏元騎手や、教養センター時代の同期であるJRA・戸崎圭太騎手も駆けつけた。なお同月23日、千葉県競馬組合は森の功績を称え、登録服色である「胴青・緑ダイヤモンド、袖青」を永久保存とすることを発表した。南関東4場の引退騎手では佐々木竹見、石崎隆之に次ぐ3人目となる。

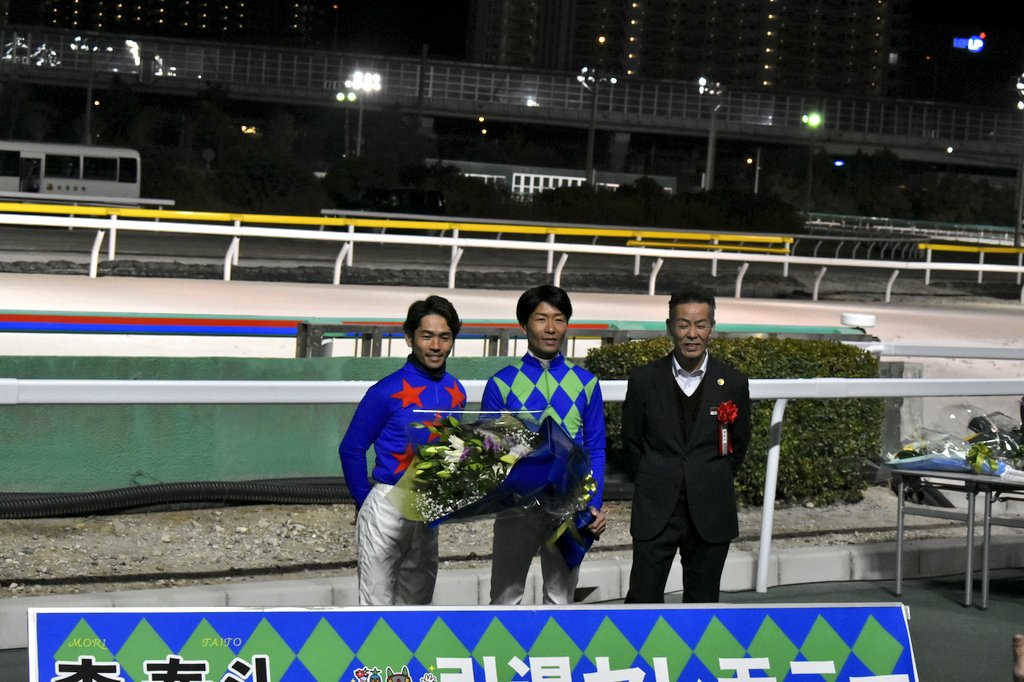
森泰斗騎手引退セレモニー。

2025年1月11日のテレビ東京『ウイニング競馬』にゲスト出演し、調教師免許試験を受験する意思を公にした。同年1月15日、NARグランプリ2024で295勝により最優秀勝利回数騎手賞を3年ぶり6度目の受賞。
2025年3月18日、令和6年度第3回調教師免許試験に合格したことがNARより発表された。同年4月1日付で調教師免許が発効され、調教師に転身した。
生涯成績は地方競馬通算28333戦4448勝・2着3848回・3着3270回・勝率15.7%・連対率29.3%、重賞71勝（ダートグレード競走6勝）。中央競馬通算210戦11勝。南関東リーディング9度、地方競馬全国リーディングを6度獲得。

## 主な騎乗馬
- テイエムヨカドー（2010年霧島賞）
- エンジェルツイート（2011年東京2歳優駿牝馬、平和賞）
- パンタレイ（2012年京浜盃）
- ラブミーチャン（2013年習志野きらっとスプリント）
- ガンマーバースト（2013年埼玉新聞栄冠賞、勝島王冠）
- ブルーセレブ（2013年東京2歳優駿牝馬）
- レッドクラウディア（2014年しらさぎ賞）
- ドラゴンエアル（2015年報知オールスターカップ）
- ブルーチッパー（2015年東京シンデレラマイル、2016年スパーキングサマーカップ）
- タービランス（2016年京浜盃、羽田盃、2019年報知グランプリカップ）
- ミスミランダー（2016年黒潮盃、ロジータ記念）
- セイスコーピオン（2016年マイルグランプリ、勝島王冠）
- トーセンセラヴィ（2016年東京シンデレラマイル）
- ステップオブダンス(2017年ユングフラウ賞、ロジータ記念)
- リコーワルサー(2017年鎌倉記念)
- ヒガシウィルウィン（2017年東京ダービー、京浜盃、ニューイヤーカップ、2018年サンタアニタトロフィー）
- クラージュドール(2018年金盃)
- キタサンミカヅキ（2018年東京盃、2018年・2019年アフター5スター賞、2018年プラチナカップ、2019年東京スプリント）
- チャイヤプーン(2018年戸塚記念)
- トーセンデューク(2018年埼玉新聞栄冠賞)
- ビスカリア（2019年TCK女王盃）
- ゴールドビルダー(2019年ハイセイコー記念)
- マドラスチェック（2020年TCK女王盃）
- サウンドトゥルー（2020年金盃、東京記念）
- グレンツェント(2020年川崎マイラーズ)
- ベストマッチョ（2020年プラチナカップ）
- ノボバカラ（2020年さきたま杯）
- ルイドフィーネ （2020年ロジータ記念）
- ケラススヴィア（2020年ローレル賞、東京2歳優駿牝馬、2021年桜花賞【浦和】、東京プリンセス賞）
- トランセンデンス（2021年ニューイヤーカップ、羽田盃）
- コパノフィーリング（2021年習志野きらっとスプリント、兵庫ゴールドカップ、2022年川崎スパーキングスプリント）
- ノブレスノア（2021年ハイセイコー記念）
- ノーヴァレンダ（2022年報知オールスターカップ、ダイオライト記念）
- エスポワールガイ（2022年黒潮盃）
- ヒーローコール（2023年雲取賞、黒潮盃、戸塚記念）
- アイウォール（2023年川崎マイラーズ）
- フジコチャン（2023年優駿スプリント）
- ギガース（2024年ニューイヤーカップ、ネクストスター東日本、若潮スプリント）
- プリンセスアリー（2024年桜花賞【浦和】）
- シシュフォス（2024年クラウンカップ）
- アマネラクーン（2024年プラチナカップ）
- ナニハサテオキ（2024年フリオーソレジェンドカップ、埼玉新聞栄冠賞）

出典：